# Bathydrilus asymmetricus
Bathydrilus asymmetricus är en ringmaskart som beskrevs av Cook 1970. Bathydrilus asymmetricus ingår i släktet Bathydrilus och familjen glattmaskar. Inga underarter finns listade i Catalogue of Life.